# البشير خريف
البشير خريّف هو البشير بن إبراهيم خريّف ولد بمدينة نفطة بالجريد التّونسي في 10 أفريل 1917، وتوفي بتونس العاصمة في 18 ديسمبر 1983 وبها دفن  ، أديب وروائي وكاتب قصصي تونسي. وهو أحد رواد الكتابة القصصية والروائية في تونس، واعتبره البعض مؤسس الرواية التونسية.

## نشأته وتكوينه
عاش البشير خريف في وسط عائلي يهتم بالأدب حيث كان أغلب إخوته فضلا عن أبيه من أهل الأدب والشعر ، فقد كتب والده الشيخ إبراهيم خريف عن تاريخ الجريد، وكانت أختاه تنظمان الشعر باللهجة العامية، وبرز أخواه محمد الناصر ومصطفى على الساحة الأدبية حيث كان الأول أديبا وكان الثاني شاعرا نشر ديوانين هما «الشعاع» و«شوق وذوق».
انتقل البشير خريف مع عائلته من الجريد إلى العاصمة لتقطن بأحد أحياء المدينة العتيقة ولم يكن له من العمر آنذاك إلا ثلاثة أعوام ، ثم دخل مثله مثل إخوته الكُتّاب، ثم التحق بمدرسة قرآنية فمدرسة دار الجلد والمدرسة العلوية حتى عام 1934  إذ فصل عنها. وفي عام 1937 عاوده الحنين إلى التعلم فدخل مدرسة الفلاحة بسمنجة التي غادرها في نفس العام ثم أخذ يتردد على دروس المدرسة الخلدونية حتى تحصل على شهادة البروفي، ثم شارك في مدرسة العطارين للغة العربية فأحرز على شهادة انتهاء دروسه عام 1947.

## حياته العملية
في بداية حياته المهنية، مارس البشير خريف صناعة صناديق حلوى الحلقوم وصناعة الشاشية ثمّ احترف التّجارة بسوق القبابجية طيلة خمسة أعوام من 1942 إلى 1947، فكان يبيع الأقمشة الصّوفية والحريرية ويتأثّر بجوّ الحياة التّقليدية في ظلال الأسواق العتيقة. في الأحياء الشّعبية بالعاصمة فتنطبع مشاهد منها في ذاكرته لتخرجها مخيلته من بعد لوحات قصصية طريفة. ثم بعد نجاحه في امتحان شهادة انتهاء الدراسات العليا غادر مهنة التجارة ليباشر مهنة التدريس وتنقل بعائلته من السند إلى أريانة ثم إلى عين دراهم فإلى فرانسفيل (العمران حاليا) حتى أحيل على التقاعد المبكر عام 1966، وقد كلف في الأثناء بمهمات إدارية وثقافية في الدواوين الحكومية وفي الإذاعة والتلفزة التونسية.

## الأديب
كان البشير خريف يقبل على قراءة كتاب السيرة لابن هشام وكتاب الأغاني لأبي الفرج الأصفهاني، وكان يدرس التاريخ التّونسي وخاصة القرن العاشر الهجري. وبالإضافة إلى ذلك فقد كان يخالط رجال الثّقافة والأدب والفنّ وكانت له مجالس أدبيّة وثقافيّة منذ أن كان مولعا بمجالس الشيخ العربي الكبادي وكان يجتمع بالأدباء بمقهى المغرب وبنادي الثّقافة ابن خلدون وكان من مؤسّسي نادي القصة التّابع للثّقافي أبي القاسم الشّابي بالوردية. وفي أواخر عام 1958 انضم إلى أسرة مجلة الفكر بنادي قدماء الصادقية إلى جانب مديرها محمد مزالي والبشير بن سلامة وأخيه الشاعر مصطفى خريف والأديب زين العابدين السنوسي ومحمد فريد غازي وغيرهم. وعن طريق هذه المجلة عرفه القراء في قصته «إفلاس أو حبك درباني» التي مزج فيها الفصحى بالعامية فكانت عرضة للانتقاد. كما نشرت له مجلة الفكر:
- «النقرة مسدودة»، 1959؛
- «خليفة الأقرع»، 1965؛
- «رحلة الصيف»، 1970؛
- «محفظة السمار»، 1970.

## آثاره
لقد كتب البشير خريف المقال والقصة القصيرة والرواية والمسرحية، وترجمت آثاهة إلى اللغات التالية: الفرنسية والروسية والإسبانية.[بحاجة لمصدر] ومن مؤلفاته:
- برق الليل، الدار التونسية للنشر، تونس، 1961، وهي رواية نال بها جائزة بلدية تونس لعام 1960.
- الدقلة في عراجينها، الدار التونسية للنشر، تونس، 1969، وهي رواية اعتبرت من ضمن أفضل 105 رواية عربية من قبل اتحاد الكتاب العرب بدمشق.[8]
- مشموم الفل، الدار التونسية للنشر، 1975. (مجموعة قصصية)
- حبك درباني، شركة فنون الرسم، تونس 1980، وهي رواية، صدرت على حلقات في مجلة الفكر.
- بلارة، وهي رواية صدرت بعد وفاته من تحقيق فوزي الزمرلي.

وفي عام 2009 قامت دار الجنوب للنشر تحت إشراف وزارة الثقافة والمحافظة على التراث بنشر أعماله الكاملة في أربعة أجزاء، تضم رواياته وقصصه القصيرة وأقاصيصه ومسرحياته ومقالاته ورسائله وحواراته وقد جمع تلك الأعمال وحققها وقدم لها فوزي الزمرلي.

## تخليدا له
- ينظم بنفطة ملتقى يحمل اسمه «الأيام القصصية البشير خريف»، وقد انتظمت الدورة الخامسة فيما بين 12 و14 فيفري 2010 [11]،
- كما سميت عليه عدد من المؤسسات التربوية: منها مدرسة إعدادية بمدينة المحرس من ولاية صفاقس، معهد ثانوي بمسقط رأسه بنفطة.
- ويطلق اسمه أيضا على دار الثقافة ب السيجومي بالضواحي الغربية للعاصمة التونسية.

## من أعلام آل خريّف أيضا
- الشيخ إبراهيم خريف، وهو شاعر ومؤرخ وولهد مصطفى والبشير [12]
- الشاعر مصطفى خريف
- الشاعر عبد الحميد خريف
- الشاعر محيي الدين خريف، وهو ممن يكتب للأطفال.[13]
- الشاعر عبد الباقي خريف